# Élections au Bangladesh
 (janvier 2024).
La mise en forme du texte ne suit pas les recommandations de Wikipédia : il faut le « wikifier ».
Les points d'amélioration suivants sont les cas les plus fréquents. Le détail des points à revoir est peut-être précisé sur la page de discussion.
- Les titres sont pré-formatés par le logiciel. Ils ne sont ni en capitales, ni en gras.
- Le texte ne doit pas être écrit en capitales (les noms de famille non plus), ni en gras, ni en italique, ni en « petit »…
- Le gras n'est utilisé que pour surligner le titre de l'article dans l'introduction, une seule fois.
- L'italique est rarement utilisé : mots en langue étrangère, titres d'œuvres, noms de bateaux, etc.
- Les citations ne sont pas en italique mais en corps de texte normal. Elles sont entourées par des guillemets français : « et ».
- Les listes à puces sont à éviter, des paragraphes rédigés étant largement préférés. Les tableaux sont à réserver à la présentation de données structurées (résultats, etc.).
- Les appels de note de bas de page (petits chiffres en exposant, introduits par l'outil «  Source ») sont à placer entre la fin de phrase et le point final[comme ça].
- Les liens internes (vers d'autres articles de Wikipédia) sont à choisir avec parcimonie. Créez des liens vers des articles approfondissant le sujet. Les termes génériques sans rapport avec le sujet sont à éviter, ainsi que les répétitions de liens vers un même terme.
- Les liens externes sont à placer uniquement dans une section « Liens externes », à la fin de l'article. Ces liens sont à choisir avec parcimonie suivant les règles définies. Si un lien sert de source à l'article, son insertion dans le texte est à faire par les notes de bas de page.
- La présentation des références doit suivre les conventions bibliographiques. Il est recommandé d'utiliser les modèles {{Ouvrage}}, {{Chapitre}}, {{Article}}, {{Lien web}} et/ou {{Bibliographie}}. Le mode d'édition visuel peut mettre en forme automatiquement les références.
- Insérer une infobox (cadre d'informations à droite) n'est pas obligatoire pour parachever la mise en page.

Pour une aide détaillée, merci de consulter Aide:Wikification.
Si vous pensez que ces points ont été résolus, vous pouvez retirer ce bandeau et améliorer la mise en forme d'un autre article.

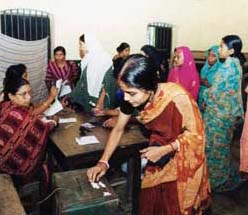
Bureau de vote au Bangladesh.

Le Bangladesh élit au niveau national un parlement avec une seule chambre : le Jatiyo Sangshad. 350 députés y siègent dont 300 sont élus pendant les élections législatives et 50 membres désignés par le parti en tête. Le Premier Ministre est la tête du gouvernement. Le président est élu par le parlement. C'est un poste honorifique qui ne possède aucun contrôle politique sur l'état.
Le Bangladesh a un système a double parti non officiel qui est en cours depuis 1991. Les deux partis majoritaires sont la Ligue Awami du Bangladesh et le Parti Nationaliste Bangladeshi. Le Parti Jatiya est également en vogue depuis ces dernières années, gagnant plusieurs élections locales et municipales et étant le principal parti d'opposition depuis 2008.

## Aperçu historique
La constitution a été adoptée en 1972 et a déclaré le Bangladesh comme république parlementaire. Cependant, en 1975, les pouvoirs exécutifs furent transférés à la présidence, réduisant le Jatiyo Sangshad et le Premier ministre à des pouvoirs législatifs uniquement. Ce système a été maintenu jusqu'en 1991, date à laquelle le douzième amendement a été adopté, ramenant l'État à un système parlementaire. Depuis 1971, 11 élections parlementaires ont eu lieu et trois élections présidentielles ont eu lieu au suffrage populaire.

## Élections parlementaires

### Système électoral

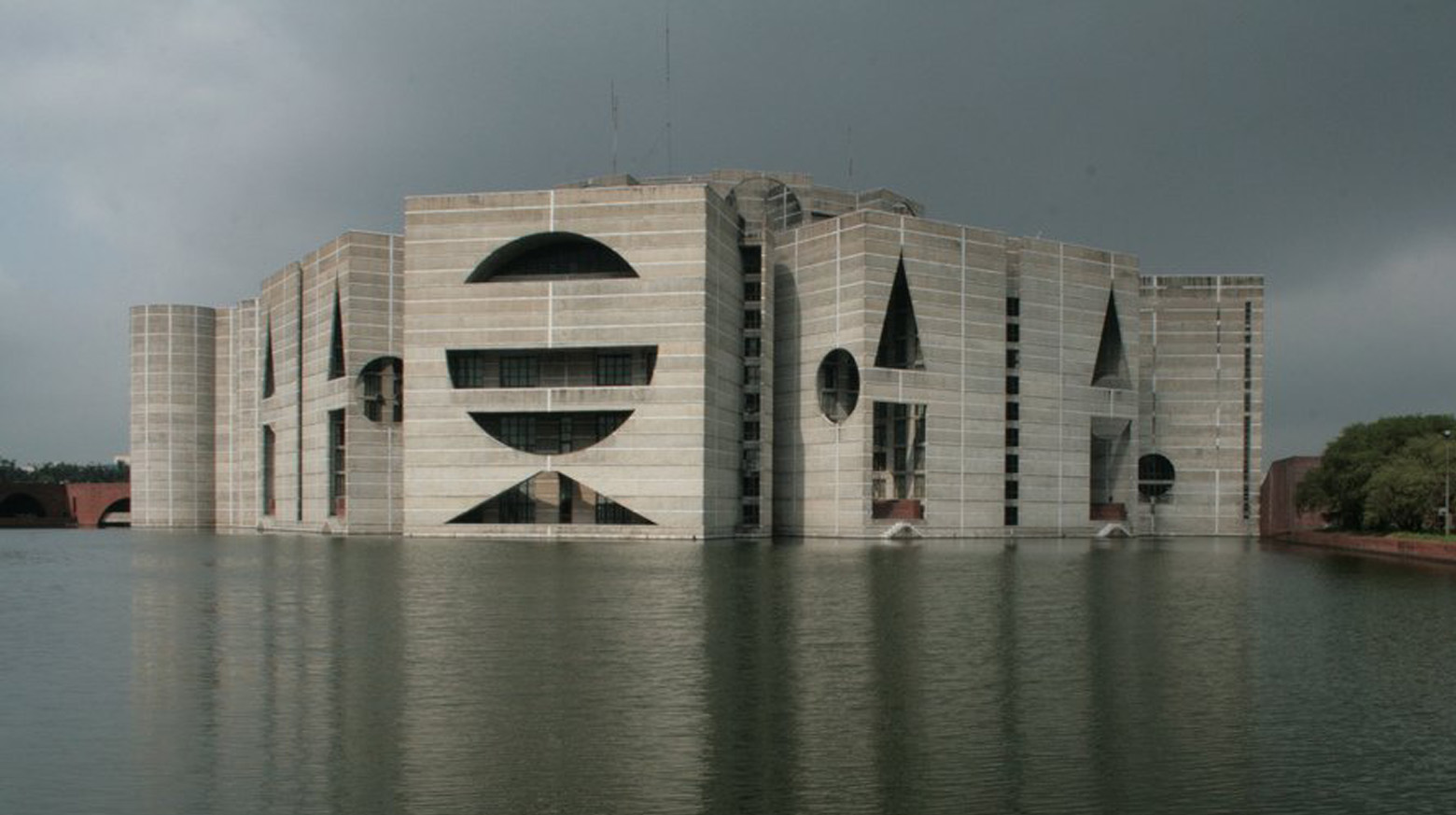
Jatiyo Sangsad Bhaban

Le Parlement du Bangladesh ( Jatiya Sangsad ) est composé de 350 membres pour un mandat de cinq ans. Parmi eux, 300 sont élus dans des circonscriptions avec un système électoral uninominal à un tour. Les 50 sièges restants sont ainsi réservées aux femmes et sont promulgués sur la base d'un vote des 300 membres élus par le peuple. Le nombre de sièges réservés a été révisé au fil des années, passant de 30 à 45 sous la 8e législature et de 45 à 50 sous la 9e législature.

### Élections générales
Depuis l'indépendance en 1971, 11 élections législatives ont eu lieu au Bangladesh pour élire les membres du Jatiya Sangsad :

#### 1970
Élections générales pakistanaises de 1970
Élection de l'Assemblée provinciale du Pakistan oriental en 1970
Les élections à l'Assemblée provinciale du Pakistan de l'est de 1970 ont eu lieu le 17 décembre 1970. Le pourcentage de voix était de 57,69 % et le nombre de sièges réservés aux femmes était de 10.

#### 1973
Les élections législatives de 1973 ont eu lieu le 7 mars 1973. Il y avait 15 sièges réservés aux femmes.

#### 1979
Les élections législatives de 1979 ont eu lieu le 18 février 1979. Il y avait 30 sièges réservés aux femmes.

#### 1986
Les élections législatives de 1986 ont eu lieu le 7 mai 1986. Il y avait 30 sièges réservés aux femmes.

#### 1988
Les élections législatives de 1988 ont eu lieu le 3 mars 1988. Il y avait 30 sièges réservés aux femmes.

#### 1991
Les élections législatives de 1991 ont eu lieu le 13 janvier 1991. Il y avait 30 sièges réservés aux femmes.

#### 1996
À la suite des boycotts du principal parti d'opposition, la Ligue Awami du Bangladesh et le Parti nationaliste du Bangladesh ont remporté les élections législatives de février 1996. Cependant, au milieu des protestations, ils ont été contraints de céder aux demandes initiales de la Ligue Awami, de dissoudre le parlement et d'organiser des élections sous un gouvernement intérimaire neutre après la promulgation du 13e amendement.
La Ligue Awami du Bangladesh a remporté les élections législatives de juin 1996 pour la première fois depuis 1973 en formant un gouvernement de coalition, après avoir perdu cinq sièges pour obtenir la majorité.

#### 2001
Le PNB a obtenu la majorité des deux tiers au Parlement et a remporté les élections législatives de 2001.

#### 2008
La Ligue Awami du Bangladesh a obtenu la majorité des deux tiers au parlement et a remporté les élections législatives de 2008.

#### 2014
Lors des élections législatives de 2014, la Ligue Awami a été déclarée vainqueur par défaut dans 127 des 154 sièges non contestés le 5 janvier 2014. Parmi les sièges non contestés restants, le parti Jatiya dirigé par Rowshan Ershad en a remporté 20, le JSD en a remporté trois, le Parti des travailleurs en a remporté deux et le parti Jatiya (Manju) en a remporté un.
En raison des violences et du boycott de l'opposition, le taux de participation s'est élevé à 22 %,. Les résultats de 139 sièges sur 147 ont été publiés, la Ligue Awami en remportant 105, le Parti Jatiya en remportant 13, le Parti des travailleurs en remportant quatre, le JSD en remportant deux et la Fédération Tarikat et la BNF en remportant un chacun. Les élections dans les 8 circonscriptions restantes ont été suspendues en raison de violences et de la réélection à venir. Les députés nouvellement élus ont prêté serment le 9 janvier.

#### 2018
Aux élections législatives de 2018 qui se sont tenues le 30 décembre 2018, le taux de participation était de 80 %. La Ligue Awami du Bangladesh, sous la direction du Premier ministre Sheikh Hasina, a remporté son 4e mandat en tant que parti au pouvoir avec 302 sièges. Le parti Jatiya est devenu le principal parti d'opposition avec seulement 26 sièges.

## Élections présidentielles
Depuis l'indépendance jusqu'à la réforme constitutionnelle de 1991, le président a été élu au suffrage populaire, même si cela ne s'est produit qu'à trois reprises : 1978, 1981 et 1986 .
À la suite de la réforme constitutionnelle et du retour à une démocratie parlementaire en 1991, la fonction de président a été en grande partie cérémonielle. Le président est élu par un vote au Jatiya Sangsad. Le mandat présidentiel est de cinq ans, bien qu'ils restent en fonction jusqu'à ce que leur successeur soit élu. Des élections selon ce système ont eu lieu en 1991, 1996, 2001, 2002, 2009, 2013 et 2018 .

### 1978
Les élections présidentielles bangladaises de 1978 ont eu lieu le 3 juin 1978. Il s'agissait des premières élections directes pour le poste de président, puisque ce poste avait été précédemment élu par le Jatiya Sangsad. Le résultat a été une victoire de Ziaur Rahman, qui a obtenu 76,6 % des voix. Le taux de participation était de 54,3%.
| Candidat               | Parti                            | Votes      | %    |
| ---------------------- | -------------------------------- | ---------- | ---- |
| Ziaur Rahman           | Front Jatiyatabadi du Bangladesh | 15 733 807 | 76,6 |
| MAG Osmani             | Ganatantrik Oikkya Jote          | 4 455 200  | 21,7 |
| Huit autres candidats  |                                  | 342 554    | 1,7  |
| Votes invalides/blancs | Votes invalides/blancs           | 354 010    | –    |
| Total                  | Total                            | 20 885 571 | 100  |

### 1981
Les élections présidentielles bangladaises de 1981 ont eu lieu le 15 novembre 1981. Le résultat a été une victoire pour le président par intérim Abdus Sattar du Parti nationaliste du Bangladesh (BNP), qui a obtenu 65,5 % des voix, battant son principal challenger Kamal Hossain de la Ligue Awami. Le taux de participation électorale était de 54,3 %.
| Candidat               | Parti                            | Votes      | %    |
| ---------------------- | -------------------------------- | ---------- | ---- |
| Abdus Sattar           | Parti nationaliste du Bangladesh | 14 203 958 | 65,5 |
| Kamal Hossain          | Ligue Awami du Bangladesh        | 5 636 113  | 26,0 |
| Maulana Mohammudullah  | Indépendant                      | 388 741    | 1,8  |
| MAG Osmani             | Indépendant                      | 293 637    | 1,4  |
| Mohammad Abdul Jalil   | Jatiya Samajtantrik Dal          | 248 769    | 1,1  |
| Mouzaffar Ahmed        | NAP (M)- CPB                     | 224 188    | 1,0  |
| 33 autres candidats    |                                  | 682 154    | 3,2  |
| Votes invalides/blancs | Votes invalides/blancs           | 332 524    | –    |
| Total                  | Total                            | 22 010 084 | 100  |

#### 1986
Les élections présidentielles bangladaises de 1986 ont eu lieu le 15 octobre 1986. Le résultat fut une victoire pour le président sortant Hussain Muhammad Ershad, qui avait pris ses fonctions en 1983 à la suite d'un coup d'État militaire. Ershad aurait remporté 84,1 % des voix avec un taux de participation de 54,9 %. Toutefois, les élections ont été controversées car elles ont été boycottées par tous les principaux candidats de l'opposition et des irrégularités ont été signalées.
| Candidat                | Parti                             | Votes      | %    |
| ----------------------- | --------------------------------- | ---------- | ---- |
| Hussein Muhammad Ershad | Parti Jatiya                      | 21 795 337 | 84,1 |
| Mauluna Mohammadullah   | Indépendant                       | 1 510 456  | 5,8  |
| Syed Faruque Rahman     | Parti de la liberté du Bangladesh | 1 202 303  | 4,6  |
| Neuf autres candidats   |                                   | 1 408 195  | 5,4  |
| Votes invalides/blancs  | Votes invalides/blancs            | 380 745    | –    |
| Total                   | Total                             | 26 297 337 | 100  |